# Сашенко, Эвелина
Эвели́на Саше́нко-Статулевичене (лит. Evelina Sašenko-Statulevičienė, род. 26 июля 1987 Рудишкес, Литовская ССР) — литовская джазовая певица польского происхождения.

## Биография
Родилась 26 июля 1987 года в Рудишкесе. В Литве получила известность как участница многих телевизионных проектов.
Эвелина учится в Литовской академии музыки и театра.
Первый успех к певице пришёл ещё в детстве, когда она стала победительницей детского вокального конкурса «Песнь песней» (Dainų dainelė). В 2009 получает известность в странах Балтии после участия в местном конкурсе оперной музыки «Триумфальная арка» (Triumfo arka). В 2010 певица участвует в национальном отборе на Евровидение 2010 в Осло, но занимает в нём только третью позицию. Однако уже в следующем году ей удаётся одержать победу в отборочном конкурсе с песней на английском и французском языках «C’est ma vie» («Это моя жизнь»). Песня была исполнена в первом полуфинале и получила достаточную для выхода в финал конкурса поддержку европейских телезрителей. В финальном зачёте по итогам зрительского голосования Эвелина заняла 19-е место, набрав 63 очка.
Перед конкурсом потребовала писать своё имя в соответствии с польскими правилами орфографии, а не литовскими. Данное действии было расценено как ответ на отказ литовских спонсоров помогать певице и помощь ей со стороны польских фирм.

## Дискография
Альбомы:
- 2010 — Chopin Jazz Inn
- 2014 — Meilės Istorija (Pagal Edith Piaf)